# Keegan de Lancie
John Keegan de Lancie (* 31. Oktober 1984 in Los Angeles, Kalifornien, USA) ist ein US-amerikanischer Film- und Theaterschauspieler sowie Comedian.

## Leben
Keegan de Lancie, Sohn des Schauspielerehepaares John de Lancie und Marnie Mosiman sowie Bruder von Owen de Lancie, stand bereits 1990, mit sechs Jahren, in einem 14-minütigen Kurzfilm vor der Kamera und hatte danach noch Auftritte in einigen Nebenrollen, darunter in der Drew Carey Show und Ally McBeal, ehe er 2001 seinen bis dato letzten Gastauftritt in Star Trek: Raumschiff Voyager absolvierte. Das Besondere daran war, dass er es gemeinsam mit seinem Vater tat, der auch vor der Kamera seinen „Vater“ verkörperte.
Parallel zu seiner Arbeit beim Film stand de Lancie in Los Angeles in zahlreichen Theaterstücken auf der Bühne, darunter La Bohème, Tosca und Otello.
Auch entwickelte er sein eigenes Stand-up-Programm, mit dem er hauptsächlich in Pasadena auftrat.
Keegan de Lancie studierte an der University of North Carolina at Chapel Hill. Heute arbeitet er für die International Organization for Migration.